# Ricky Shakes
Ricky Ulric Shakes (Brixton, Inglaterra, 25 de enero de 1985) es un exfutbolista guyanés que jugaba de centrocampista.

## Trayectoria
Al nacer en Inglaterra, empezó su carrera futbolística allí. En 2004 fue considerado dentro del equipo principal del Bolton Wanderers, y marcó su debut en un partido de la Copa FA, pero no jugó ni un solo partido de liga y en 2005 fue cedido, primero al Bristol Rovers y luego al Bury FC. En el primero jugó su primer partido liguero y el único con dicho equipo, mientras que para el segundo, jugó 7 y anotó 2 goles.
A finales de 2005, llegó a un acuerdo con el Swindon Town y firmó por dos años. En ese tiempo, se fue consolidando como titular. Terminado su contrato con el Swindon Town, en septiembre de 2007 llegó al Brentford FC, jugando allí por un año.
En junio de 2008 llegó al Ebbsfleet United, club en el alcanzó su mejor etapa como jugador, pues, en cuatro años, jugó 122 partidos y anotó 27 goles.
Finalizado su contrato en junio con de 2012 con el Ebbsfleet, a los pocos días firmó por Kidderminster Harriers. En julio de 2013, fue fichado por el Boreham Wood.
El 26 de abril de 2020 anunció su retirada.

## Selección nacional
Ricky Shakes es de padre trinitario y de madre guyanesa. En marzo de 2006, fue internacional con Trinidad y Tobago en un amistoso contra Islandia, que terminó ganando el conjunto caribeño por 2-0. De hecho, este fue el único partido que Shakes disputó con Trinidad y Tobago.
En 2010, Shakes manifestó su deseo de jugar por Guyana, pero según las reglas de la FIFA, un jugador puede tener múltiples nacionalidades pero el derecho de representar a una selección nacional. Sin embargo, para los intereses de Shakes, Guyana escuchó su caso y en octubre de 2010 presentó una apelación a la FIFA con el objetivo de integrarlo a la selección nacional y dejar sin efecto el partido que jugó con Trinidad y Tobago. Al final, la FIFA falló a favor de Shakes y obtuvo su derecho a representar a Guyana en partidos internacionales.
Al igual que Leon Cort, jugó su primer partido la selección de fútbol de Guyana el 7 de octubre de 2011 contra Barbados en Bridgetown, válido para las eliminatorias al Mundial Brasil 2014. Dicho cotejo terminó 0-2 a favor de Guyana.
Cuatro días después, anotó su primer gol con la selección absoluta. Fue ante Bermudas de visita. Él marcó el 1-1 a los 81', que al final dejó mejor perfilado a Guyana para afrontar el siguiente partido decisivo contra la selección en que jugó por primera vez: Trinidad y Tobago.
Precisamente, el 11 de noviembre de 2011, anotó uno de los goles del memorable triunfo por 2-1 contra Trinidad y Tobago. Shakes marcó el primer tanto a los 10' que auguraba las esperanzas de Guyana de clasificar a la tercera ronda de la CONCACAF. Al final, se terminó dando y Guyana logró la clasificación.
Jugó 14 partidos internacionales y anotó 5 goles.

## Clubes
| Club                          | País       | Año       |
| ----------------------------- | ---------- | --------- |
| Bolton Wanderers F. C.        | Inglaterra | 2004-2005 |
| Bristol Rovers F. C. (cedido) | Inglaterra | 2005      |
| Bury F. C. (cedido)           | Inglaterra | 2005      |
| Swindon Town F. C.            | Inglaterra | 2005-2007 |
| Brentford F. C.               | Inglaterra | 2007-2008 |
| Ebbsfleet United F. C.        | Inglaterra | 2008-2012 |
| Kidderminster Harriers F. C.  | Inglaterra | 2012-2013 |
| Boreham Wood F. C.            | Inglaterra | 2013-2020 |